# Studio Sex (romanzo)
Studio Sex (titolo originale Studio Sex) è un romanzo giallo della scrittrice svedese Liza Marklund pubblicato in Svezia nel 1999.
È il secondo libro della serie che ha per protagonista la giornalista Annika Bengtzon.
La prima edizione del romanzo è stata pubblicata nell'anno 2002 da Mondadori.
Dal romanzo la regista  Agneta Fagerström-Olsson ha tratto nel 2012 il film omonimo facente parte della serie Annika: Crime Reporter.

## Trama
Vicino ad un cimitero viene ritrovato il cadavere di una ballerina, che risulterà essere stata stuprata e strangolata. Annika Bengtzon, giovane giornalista al suo primo incarico al quotidiano La Stampa della Sera, decide di indagare sul caso, cercando di fare luce su aspetti poco chiari della vicenda, a partire dal primo sospettato: un ministro del Governo.

## Edizioni
- Liza Marklund, Studio Sex, traduzione di Laura Cangemi, Mondadori, 2002. ISBN 88-04-49978-8.
- Liza Marklund, Studio Sex, traduzione di Laura Cangemi, Oscar Mondadori, 2003. ISBN 88-04-51330-6.
- Liza Marklund, Studio Sex, traduzione di Laura Cangemi, Marsilio, 2014. ISBN 978-88-317-1874-5.
- Liza Marklund, Studio Sex, traduzione di Laura Cangemi, Universale Economica Feltrinelli, 2018. ISBN 978-88-317-3738-8.